# Шуліка чорний
Шулі́ка чо́рний (Milvus migrans) — хижий птах родини яструбових, занесений до Червоної книги України. Один з двох видів роду, який об'єднує 6 підвидів. В Україні трапляється номінативний підвид — Milvus migrans migrans. На теренах України цей вид птахів є гніздовим, перелітним та, частково, зимуючим.

## Опис
Загальна довжина тіла становить 50-60 см, вага — 800–1100 г, довжина крила — 41-51 см, розмах крил — 140–155 см. Самки небагато більші за самців. Забарвлення дорослих птахів (дворічних і старше): спинна сторона темно-бура; тім'я іноді білувате з чорнуватими наствольними відмітинами; першорядні махові темно-бурі з світлими підставами внутрішніх опахал, рульові бурі з темним поперечним малюнком; черевна сторона бура, часто з рудуватим відтінком. Дзьоб і ноги жовті. Райдужка блідобура або жовтобура. 
Від рудого шуліки відрізняється дещо меншими розмірами, темнішим забарвленням зі слабо вираженими світлими плямами на споді крил та неглибоко вирізаним хвостом.
Голос — мелодійна трель «юрль-ююррль-ююрррль» і часте «кі-кі-кі».

## Спосіб життя

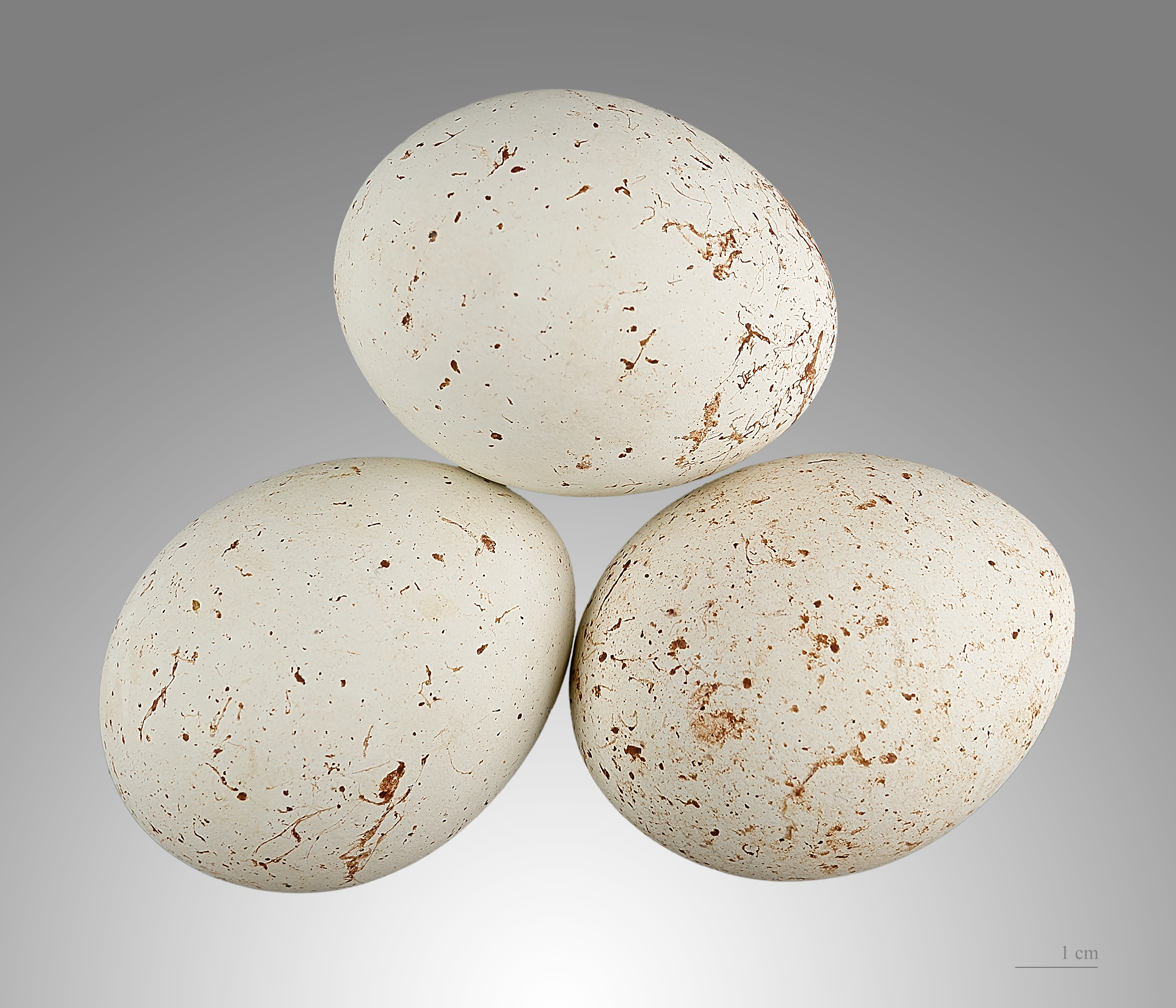
Яйця чорного шуліки

Місця існування — різні типи лісів, зазвичай поблизу водойм. Основу раціону складає падло: переважно риба та інші відходи. Серед здобичі чорних шулік також трапляються дрібні гризуни, птахи, плазуни, жаби, жива риба, комахи, молюски, ракоподібні і черви.
Перелітний птах. Навесні з'являється досить рано — наприкінці березня або у першій половині квітня. Шуліки моногами, зазвичай, самі будують гнізда, які влаштовують на деревах. Паруванню передують шлюбні ігри, під час яких птахи літають парами, а також грають здобиччю, передаючи її партнеру у польоті. У кладці, яку насиджують близько 38 днів, буває 2-3 яйця.
Осіння міграція починається в серпні і до кінця вересня практично закінчується. Птахи переміщуються в бік Балканського півострова, де проходить один з головних міграційних шляхів цього виду в Європі. Міграція відбувається в денні години, з використанням терміків; летять птахи поодинці, парами та невеличкими групами. На головних шляхах перельоту (наприклад, в районі Босфору) можна спостерігати групи, що складаються з кількох сотень птахів.

## Поширення
Поширений в Африці (окрім Сахари) і на Мадагаскарі, в помірній і південній смузі Азії і Європи, на деяких островах, зокрема на Філіппінських, Сулавесі, Новій Гвінеї; у Північній Австралії. У Палеарктиці це перелітний птах, в інших частинах області гніздування — осілий. Підвид, особини якого поширені в Україні, трапляється в Європі, на Кавказі, у Малій Азії, Південно-Західній Африці. В Україні гніздиться практично на всій території, за винятком Криму та високогірних районів Карпат.

## Чисельність і причини її зміни
Чисельність в Європі становить 64-100 тисяч пар, що складає 5-24% світової популяції. В Україні гніздиться близько 2 тисяч особин. Упродовж останніх 30 років чисельність української популяції скоротилась у 3-5 разів. Якщо на початку 1970-х рр. у південному кутку лісового масиву, який перебуває в межиріччі Дніпра та Десни, гніздилося близько 15 пар, то зараз — лише 2-3 пари, хоча у долині річки Ірпінь цей вид ще звичайний. Найвпливовіший фактор, який призвів до скорочення чисельності, — відстріл птахів під час полювання на пернату дичину. Постійний негативний вплив відбувся внаслідок сильного рекреаційного навантаження на біотопи, де гніздяться ці птахи. Проте, зараз невідома головна причина такого різкого скорочення чисельності виду, в тому числі й української популяції.
Водночас, у Криму з 1998 року чорні шуліки почали зимувати, чого раніше не спостерігалося. До 2000 року чисельність чорних шулік, що залишаються на півострові до весни, збільшилася з 3 до 40-70 особин. На зимівлі кримські птахи тримаються поблизу звалищ, м'ясопереробних підприємств невеликими зграями, відстань між якими становить 2-10 км. Окрім Криму чорні шуліки зимують також у дельті Дунаю.

## Охорона
Включено до Переліку видів птахів особливої Європейської уваги (Категорія 3. Статус «Уразливий»), Червоної книги України (2009, статус — вразливий), Додатку ІІ Конвенції з міжнародної торгівлі вимираючими видами дикої фауни і флори (CITES), Додатків ІІ Боннської та Бернської конвенцій. В Україні охороняється у лісових заповідниках та національних парках. Для дієвішої охорони необхідно зберігати місця, де ці птахи трапляються, та проводити природоохоронну пропаганду серед населення, зокрема по збереженню гнізд хижих птахів, та роз'яснювати їх значення в природі.